# Història de Montevideo

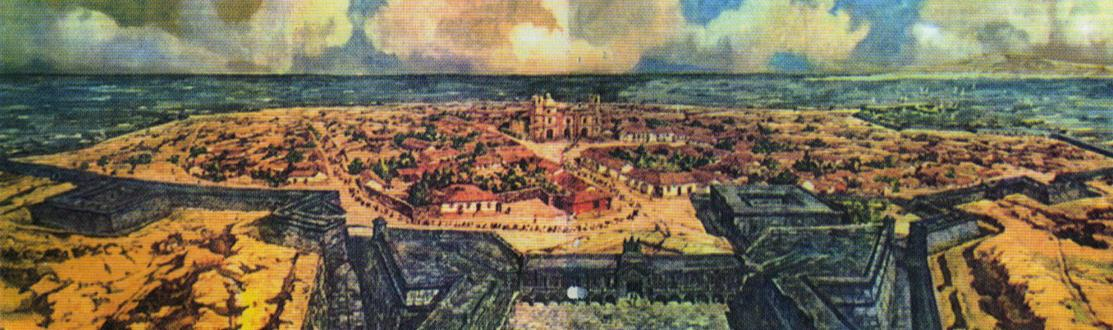
Montevideo cap a finals del, segons la reconstrucció de Leonie Matthis.

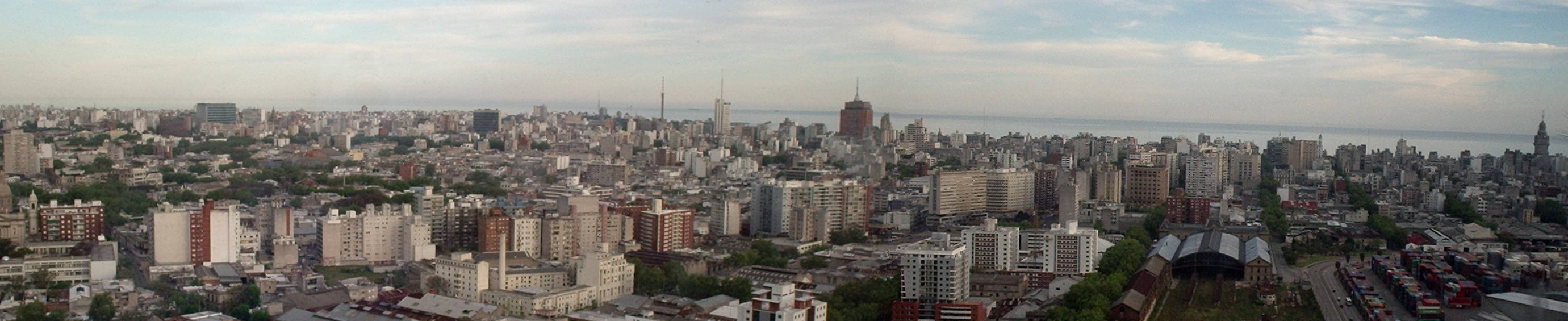
Panorama del Montevideo actual.

La història de Montevideo s'estén al llarg de gairebé 300 anys, amb l'arribada dels colonitzadors espanyols i portuguesos a la conca del Riu de la Plata a començament del segle xviii fins a l'actualitat.
Tot i que la ciutat no va ser fundada fins a l'any 1726, hi ha documents que parlen de la visita del colonitzador espanyol Juan Díaz de Solís dos-cents anys abans, és a dir, el 1516.

## Orígens
| Esquerra: Riu de la Plata, ca. 1600. Dreta: Bruno Mauricio de Zabala, fundador de Montevideo. |  | Esquerra: Riu de la Plata, ca. 1600. Dreta: Bruno Mauricio de Zabala, fundador de Montevideo. |
| Esquerra: Riu de la Plata, ca. 1600. Dreta: Bruno Mauricio de Zabala, fundador de Montevideo. |  |                                                                                               |

Abans de la creació de la ciutat i de l'arribada dels europeus, la zona es trobava habitada per petites tribus nòmades d'amerindis, probablement en la seva majoria pels charrúas.
Entre 1680 i 1683, per desafiar la sobirania d'Espanya a la regió, els colonitzadors portuguesos del Brasil van establir diversos assentaments sobre les costes del Riu de la Plata, enfront de la ciutat de Buenos Aires. Van fundar la Colônia do Santíssimo Sacramento. No obstant això, els espanyols no van efectuar cap intent per desallotjar els portuguesos fins al 1723, quan aquests van començar a fortificar les altures que envolten la badia de Montevideo.
Una expedició espanyola provinent de Buenos Aires, organitzada pel governador espanyol en aquesta ciutat, Bruno Mauricio de Zabala, va obligar els portuguesos a abandonar el lloc, en el qual els espanyols van començar a poblar la nova ciutat, inicialment amb sis famílies provinents de Buenos Aires i després amb famílies arribades des de les Illes Canàries, tot i que de fet, ja hi havia un poblador establert a la zona, l'italià Jorge Burgues.
El 20 de desembre de 1726 es va confeccionar un padró d'habitants i, finalment, el 24 de desembre es va traçar un pla territorial i es va crear oficialment San Felipe y Santiago de Montevideo, nom que posteriorment seria abreujat pel de Montevideo.

## Etimologia

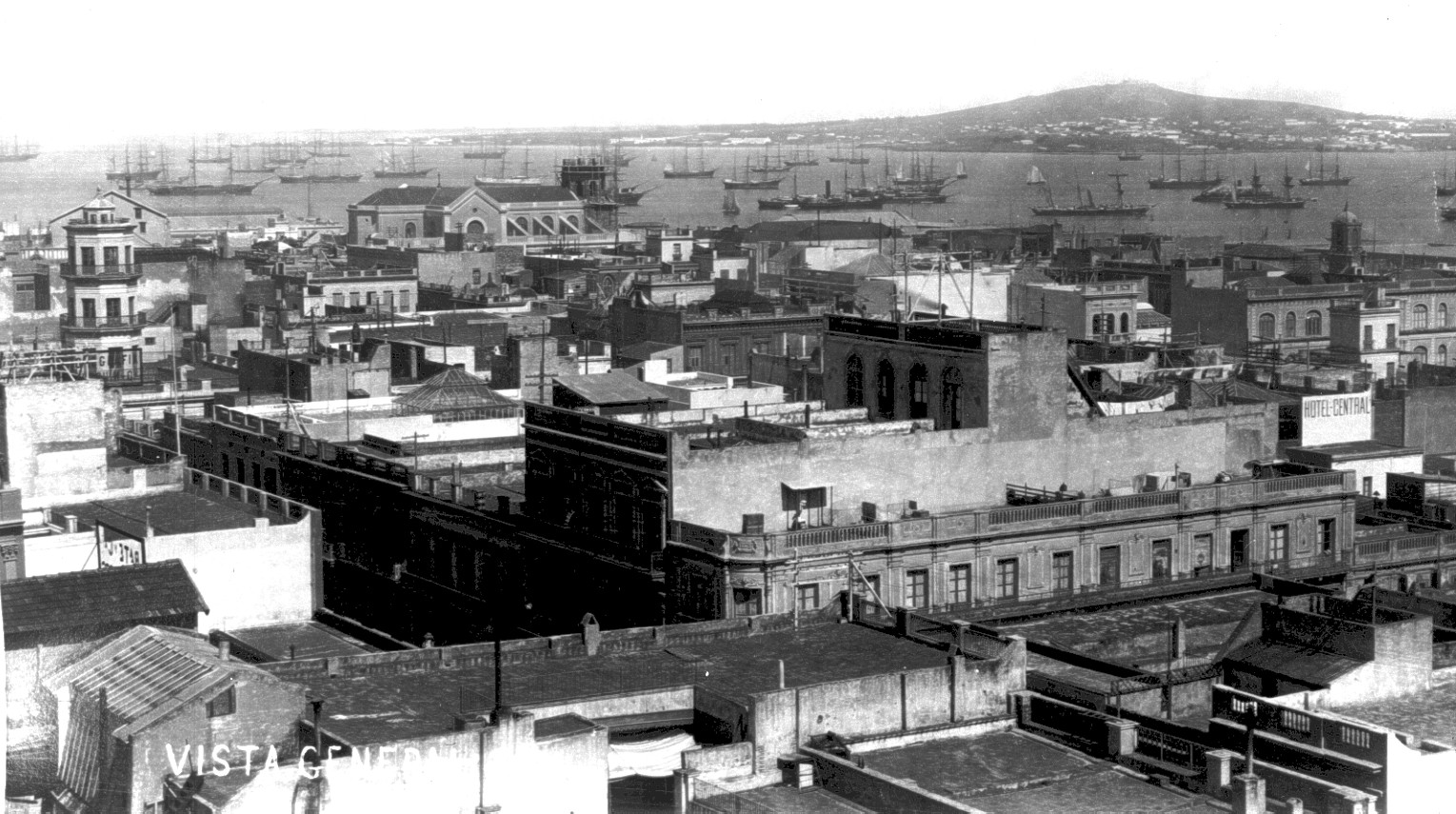
Turó de Montevideo des de la ciutat. Any 1865.

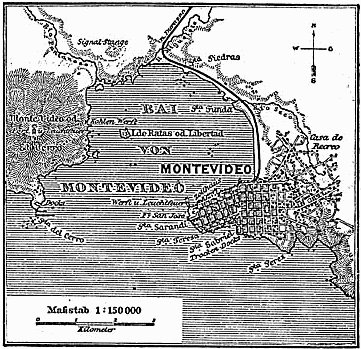
Mapa històric de Montevideo.

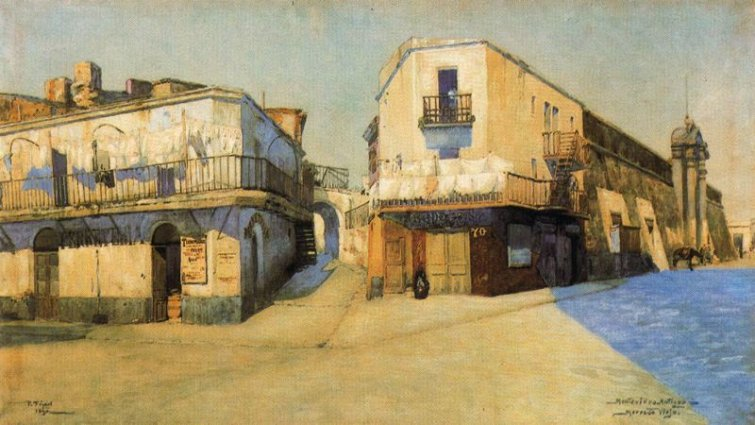
Montevideo,. Per Pedro Figari.

Existeixen, almenys, dues explicacions al voltant de l'origen del nom "Montevideo". La primera diu que el nom prové de l'expressió portuguesa "Monte vide eu", que vol dir "jo veig la muntanya". La segona diu que els espanyols anotaren la situació geogràfica del lloc com "Monte VI De Este a Oeste". El nom complet de la ciutat és San Felipe y Santiago de Montevideo (antigament, La Muy Fiel y Reconquistadora San Felipe y Santiago de Montevideo).
- Monte Vidi. - Origen documental.-  Prové del "Diari de Navegació" del mariner portuguès de l'expedició de Fernão de Magalhães, Francisco de Albo, qui va escriure: Dimarts de la dita (mes de gener de 1520) estàvem en dret del Cap de Santa María (Punta del Este), d'allí corre la costa "leste" (est) oest i la terra és sorrenca (i) en dret del cap "aí" (hi ha) una muntanya feta com un barret a la qual vam posar el nom de "Montevidi". Aquest és el més antic document espanyol que s'esmenta al promontori amb un nom similar al qual designa a la ciutat però en ell no es fa cap esment al suposat crit del "vigía".

- "Monte Yvity Deus". Origen nadiu i documental.- Prové del llibre Yumaranei del jesuïta Lucas Marton (1746). Després d'explicar l'interès dels invasors en esborrar els noms nadius, exposa l'encert d'alguns historiadors a camuflar o interpolar expressions d'origen nadiu amb les llengües europees. Després diu: Sabut és, que els primers homes que fa mil·lennis van arribar a aquest continent, van detenir el seu camí en la forest que ells van nomenar "Forest de Déu", i la van prendre per sagrada. Avui els nadius li diuen Yvy’ty (del guaraní) "La Forest de l'Esperit". No va faltar avesat traductor portuguès, qui amant de la veritat i destriant la posteritat, s'avancés a vetllar tan sagrat nom de tan sant lloc, en Munti-Yviti/-Deus, en perfecta combinació de portuguès i guaraní. Resultés així sent Montevideo, la senzilla forma de nomenar a la forest que avui dona nom a la ciutat que es gesta als seus peus".

- "Monte vide eu". (Jo vaig veure una muntanya, en castellà monte). - Origen espontani.- La més difosa, però descartada per la majoria dels experts per considerar-la insostenible per la barreja de diferents dialectes que l'expressió tanca. Segons aquesta versió el nom provindria de l'expressió en portuguès que significa "Jo vaig veure una muntanya" (Yo vi un monte), frase pronunciada per un marí anònim pertanyent a l'expedició de Fernão de Magalhães a l'albirar el Turó de Montevideo.[2]

- "Monte-VI-D-E-O". (Monte VI De Este a Oeste).- Origen acadèmic.- Aquesta versió diu que els espanyols van anotar la situació geogràfica en un mapa o carta portulana, ja que el turó és la VI forest (he visto) que es veu sobre la costa navegant el Riu de la Plata d'est a oest. Amb l'esdevenir del temps es van unificar aquestes paraules i vaig ser Montevideo. No s'han trobat proves contundents que permetin corroborar aquesta hipòtesi acadèmica, tampoc es pot assegurar amb certesa quines eren les cinc forests que s'albiraven abans que el Turó.

- "Monte Ovidio". (Monte Santo Ovidio; en català, Muntanya de Sant Ovidi).- Origen religiós.- Aquesta tercera hipòtesi mai no va tenir molts seguidors. Sorgeix d'una interpolació que apareix en el ja esmentat "Diari de Navegació" de Fernando de Albo, on s'establix que "corruptament anonenan ara Sant Vidio" quan es refereixen a la muntanya com un barret a la qual van posar per nom Munti Vidi, és a dir, al Turó de Montevideo. Ovidio havia estat el tercer bisbe de la ciutat portuguesa de Braga, on va ser per sempre venerat, i a qui se'l va erigir un monument en l'any 1505. Atès a la relació que els portuguesos van tenir sempre amb els orígens de la ciutat de Montevideo –descobriment, fundació- i, malgrat que aquesta hipòtesi com les anteriors, manca d'una documentació contundent, va haver qui van relacionar el nom del Sant Ovidi o Vidio que apareix en alguns mapes de l'època i, la consegüent derivació del vocable "Montevideo" per a designar a la regió des d'aquells primers anys del segle xvi.

## Del al XX

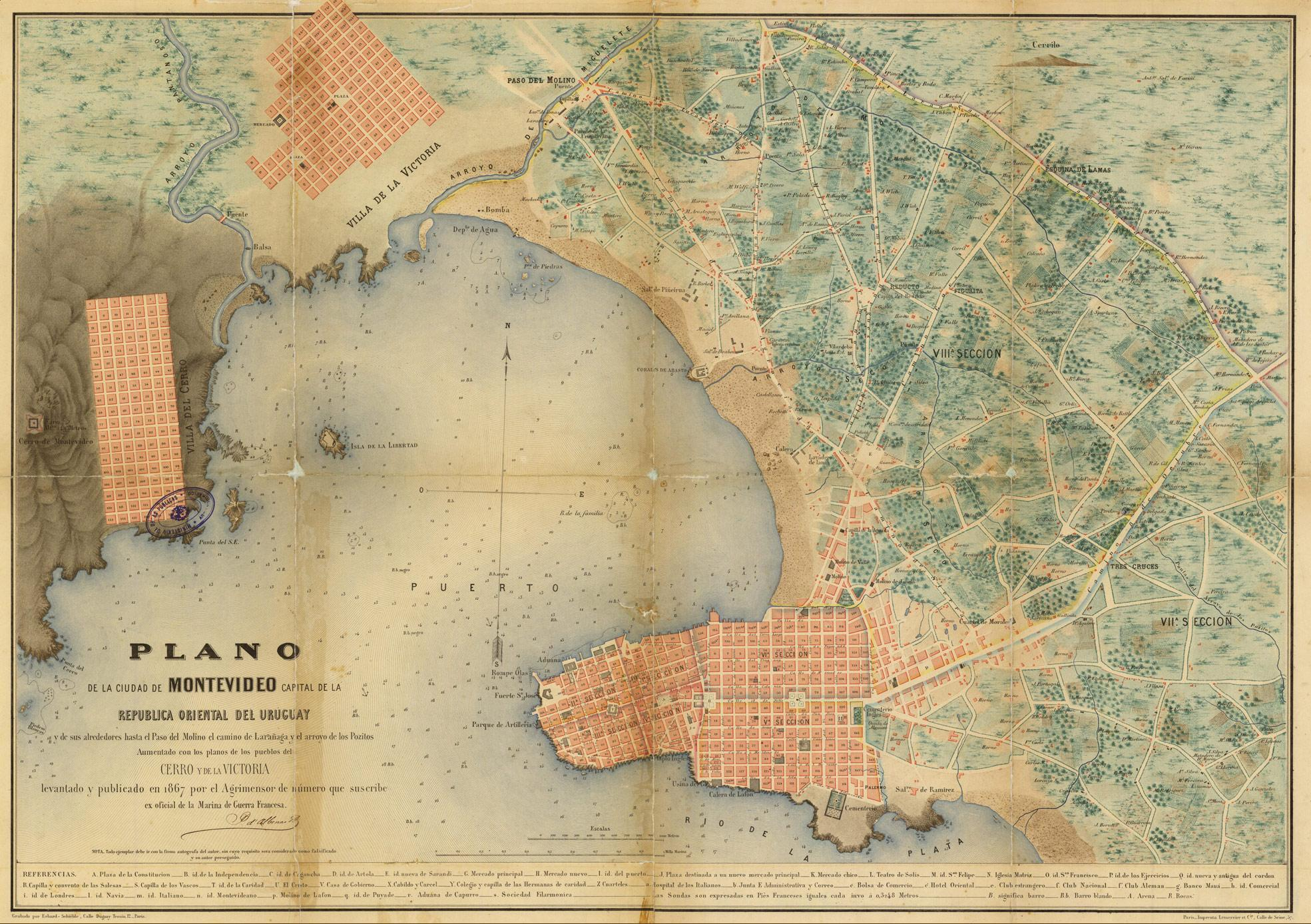
Mapa de Montevideo cap a l'any 1867.

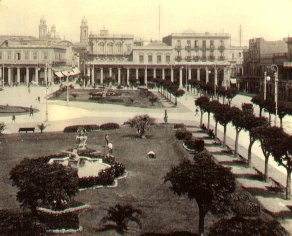
La Plaza Independencia, ca. 1900.

## Delseglexixal XX

### Invasions britàniques
El 1807 els anglesos van indavir Montevideo i van lluitar contra els espanyols i els revolucionaris de Buenos Aires que, al costat dels habitants de la ciutat i de la resta de la llavors Banda Oriental, aconseguiran expulsar els britànics i desallotjar Montevideo després de vuit mesos de guerra. Tres anys després, quan les Províncies Unides del Riu de la Plata lluiten per la seva independència d'Espanya, el govern de Montevideo roman submís i lleial a les tropes espanyoles que van aconseguir refugi i asil en la seva fortalesa, amb l'empara i protecció de les autoritats locals. En aquesta època la ciutat s'estenia des de la Ciutat Vella (Ciudad Vieja), passant per la Porta de la Ciutadella, fins a la franja portuària i la fortalesa armada del turó, només ocupada per tropes militars.

### Invasió portuguesa: Província Cisplatina
El 1816 les tropes portugueses van invadir el territori i van proclamar la Província Cisplatina, amb el suport de França i d'Anglaterra, i la van annexar a la seva corona, la del Regne de Portugal, Brasil i l'Algarve. Montevideo és, doncs, governada pels portuguesos fins a l'any 1822, quan el Brasil s'independitza. No obstant això, la revolució dels trenta-tres orientals, amb Juan Antonio Lavalleja com el seu líder, que provenia des de la ja independent Argentina, va declarar la guerra contra els invasors brasilers i va assetjar la ciutat, creant un front de guerra entre exèrcits revolucionaris i els lleials al Brasil. Amb la independència de l'Uruguai, el 1828, Montevideo va ser triada com la seva capital, la seu de govern i el port comercial del nou país.

### Guerra Gran: 1839-1852
El 1839 va començar la Guerra Gran, un conflicte bèl·lic que va involucrar als dos partits polítics tradicionals de l'Uruguai (el Colorado i el Nacional) i als seus respectius capdavanters i representants, Fructuoso Rivera i Manuel Oribe. Durant el conflicte, que es va estendre fins a 1852, la ciutat va ser escenari de sagnants disputes entre bàndols enfrontats i entre dos governs aleatoris i simultanis, encapçalats per Joaquín Suárez i el mateix Manuel Oribe, que desafiava la seva autoritat. La guerra va involucrar més tard a faccions del govern argentí, als brasilers i a francesos, anglesos i italians, sota el seguiment de Giuseppe Garibaldi.

### Finals delseglexix
El 1888 es va registrar un terratrèmol que va afectar part de l'arquitectura de Montevideo. Cap a l'any 1900 va començar a arribar una onada d'immigrants europeus, sobretot espanyols i italians, però també alemanys, francesos i d'altres pobles del país i de la regió. La ciutat va començar a créixer estrepitosament, fins a superar tres vegades el seu límit original.

## Segle XX

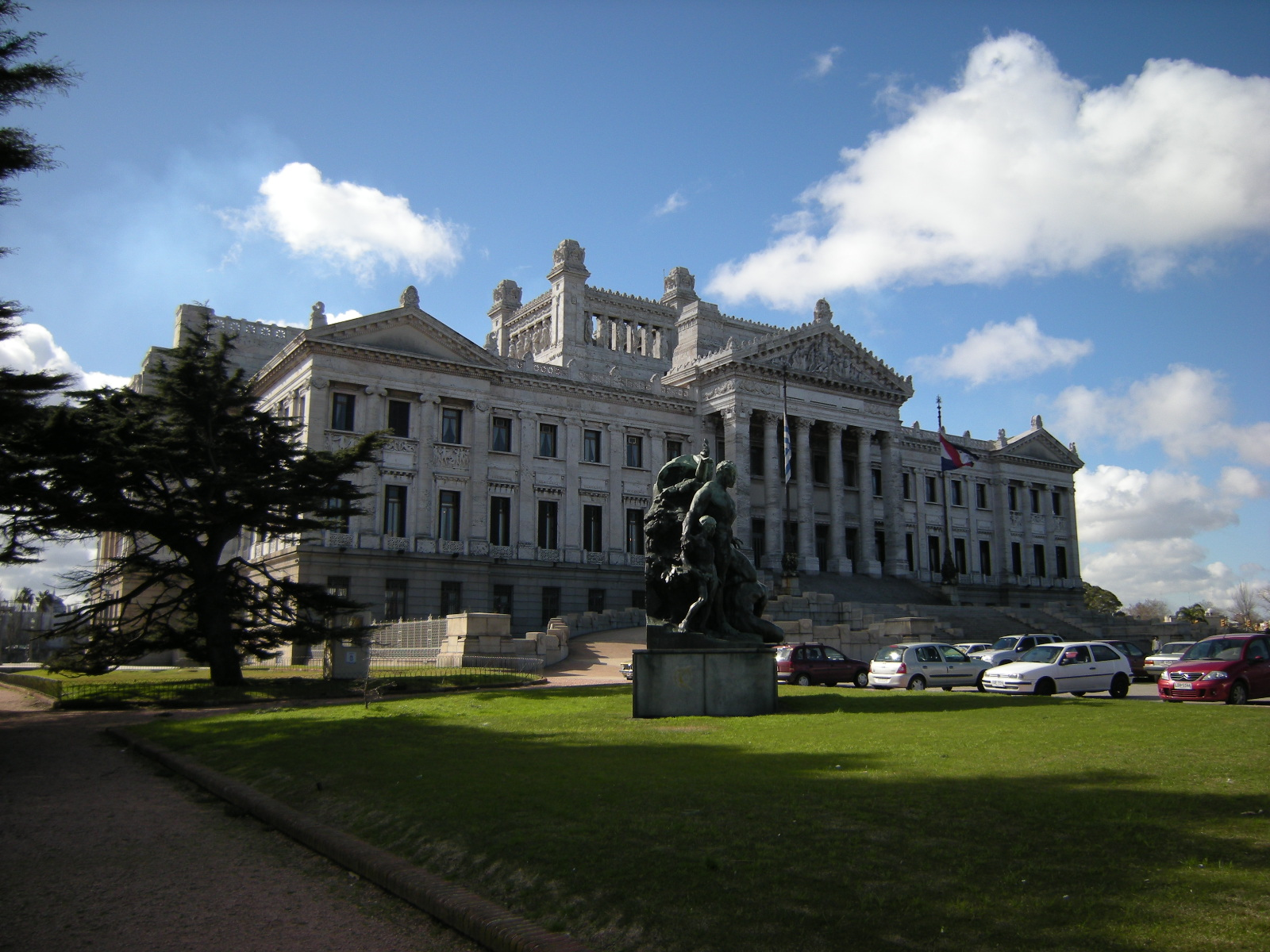
El Palau Legislatiu, actual seu del Parlament uruguaià, va ser fundat el 1925 amb marbres i materials portats de Grècia i Itàlia, principalment.

Montevideo va tenir el seu període de major creixement econòmic durant les primeres tres dècades del segle xx. L'arribada d'immigrants europeus va ocasionar que la ciutat s'expandís i quintupliqués la seva població. La construcció, l'edificació i la instal·lació de bancs, empreses i indústries tèxtils i portuàries, va assegurar una època de prosperitat financera. Políticament, Montevideo també va recobrar la pau després dels enfrontaments del passat segle, i va albergar a nombrosos col·lectius d'immigrants que arribaven amb vaixell a través del port. S'estima que la població estrangera, de diversos països europeus, va arribar a ésser del 30%, la més alta registrada en tota la història de la ciutat i del país.
El 1925, l'urbanisme va començar a projectar noves construccions a semblança de les europees. Va arribar l'asfalt i la senyalització de carrers i avingudes. Es van construir places i col·legis. L'any va acabar amb la inauguració de l'emblemàtic Palau Legislatiu (seu del parlament nacional), per a commemorar els cent anys de la primera declaració d'independència.
El 1930 es va crear l'Estadio Centenario que, com el seu nom indica, va reflectir el centenari de la independència de l'Uruguai, i va albergar el primer mundial de futbol de la història, amb una final entre les seleccions de l'Argentina i Uruguai, i amb victòria d'aquest últim equip.
Montevideo es va mantenir neutral durant les primeres dues guerres mundials. No obstant això, els aliats, encapçalats pels Estats Units, van utilitzar en algunes ocasions el port de Montevideo i van combatre contra bucs alemanys en aigües del Riu de la Plata, després de la negativa argentina de concedir el seu port a les flotes en conflicte.
La Rambla de Montevideo li ha donat una fisonomia molt característica a aquesta ciutat, amb el seu arc de platges.